# Ipomoea killipiana
Ipomoea killipiana är en vindeväxtart som beskrevs av O'donell. Ipomoea killipiana ingår i släktet praktvindor, och familjen vindeväxter. Inga underarter finns listade i Catalogue of Life.